# Plinije Mlađi
Gaius Plinius Caecilius Secundus ili Plinije Mlađi rođen 63. – oko 113. p. Kr. ugledni antički pisac.
Rimski senator za vrijeme imperatora Domicijana, Nerve i Trajana. Bio je i prijatelj najpoznatijeg rimskog povjesničara Tacita.
Najpoznatiji je po pismima objavljenim u deset knjiga pod naslovom: Epistularum Libri Decem koje predstavljju važan izvor za rimsku društvenu povijest Carstva. Deseta knjiga predstavlja korespodenciju između Plinija i cara Trajana. U jednom od ovih pisama, (X 96), kršćanstvo je po prvi put spomenuto u rimskim izvorima. Plinije piše caru kako je sudjelovao u procesu protiv dva kršćanina. Trajan odgovara (X 97) da je Plinije sve učinio ispravno, ali da bi se aktivnije trebalo tražiti kršćane.

Drugo djelo mu je Panegyricus. 